# Diméthénamide
La diméthénamide est un herbicide de la famille des chloroacétamides. Il a été développé par BASF AG.
Il n'est plus inscrit à l'Annexe I (depuis 2006) mais a été remplacé par un isomère le diméthénamide-p (inscrit en 2004).
On l'utilise à des doses de 1 440 g/ha (Springbok, Dakota-P, Isard, Spectrum, ...)